# Topa (città)
Topa è una suddivisione dell'India, classificata come census town, di 5.008 abitanti, situata nel distretto di Hazaribag, nello stato federato del Jharkhand. In base al numero di abitanti la città rientra nella classe V (da 5.000 a 9.999 persone).

## Geografia fisica
La città è situata a 23° 44' 39 N e 85° 28' 33 E.

## Società

### Evoluzione demografica
Al censimento del 2001 la popolazione di Topa ammontava a 5.008 persone, di cui 2.689 maschi e 2.319 femmine. I bambini di età inferiore o uguale ai sei anni erano 787, di cui 402 maschi e 385 femmine, mentre coloro che erano in grado di saper almeno leggere e scrivere erano 3.102, di cui 1.928 maschi e 1.174 femmine.